# Horatius
Horatius, egentligen Quintus Horatius Flaccus, född 8 december 65 f.Kr. i Venusia, död 27 november 8 f.Kr. i Rom, var en romersk poet. Horatius myntade begreppet carpe diem. 
"Libertino patre natus", det vill säga son till en frigiven slav, flyttade han som pojke till Rom, och fick studera tillsammans med söner från de rikaste adelsfamiljerna. Han hade vidare Gaius Cilnius Maecenas som beskyddare, och blev en av de mest kända diktarna i Rom under Augustus tid. Han skrev Epoderna, Epistlarna, Sermonerna, Odena, Carmen Seculare och Ars Poetica.

## Biografi

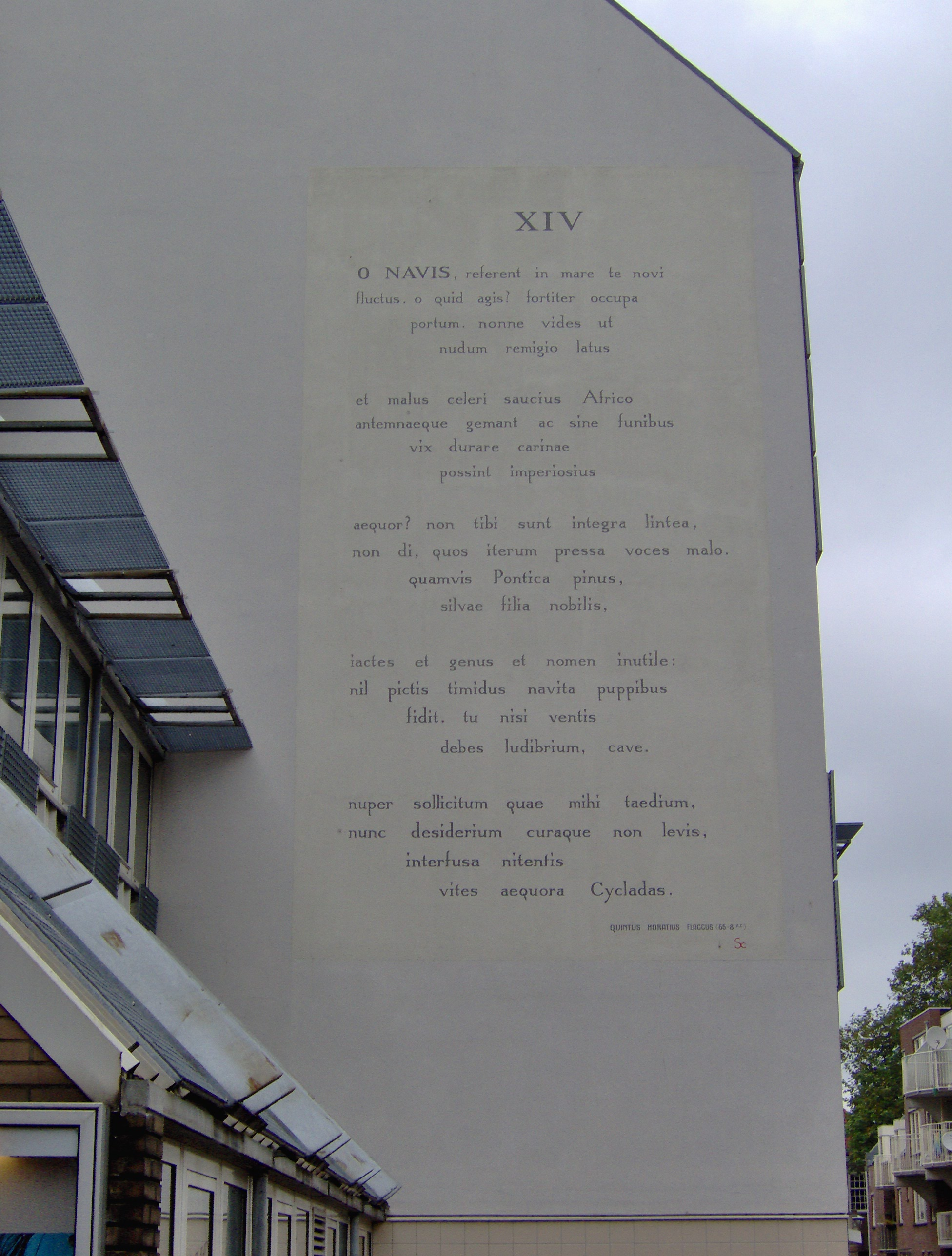
Liber I Ode XIV som väggdikt på Cleveringaplaats 1 i den holländska staden Leiden.

Som son till en relativt rik före detta slav växte Horatius upp i Venusia, en liten stad i Basilicata. Fadern tycks ha varit verksam som skatteindrivare. Andra hävdar att han försörjde familjen som fiskhandlare. Fadern, som tidigt såg sonens begåvning, spenderade ansenligt mycket pengar på Horatius utbildning, tog honom först till Rom för hans primära utbildning och sedan till Aten för att låta honom studera grekiska och filosofi. Horatius tog aldrig sin fars uppoffringar för givna och hans kärlek till sin far är vida känd. Han undervisades av de bästa lärare, mest känd är Orbilius Pupillus från Beneventum, plagosus Orbilius, vilket säger lite om tidens pedagogiska metoder (plagosus, en som ger många slag, mycket stryk). Horatius ungdom präglas av den sociala oro som rådde i Rom i övergången mellan republik och kejsardöme. Brutus lärde Horatius känna i Aten, dåtidens förnämsta universitetsstad. Filosofi var huvudämnet, och Horatius en flitig sanningssökare, "inter silvas Academi quaerere verum".
Brutus fick fly från Rom efter att Julius Caesar blivit mördad år 44 f.Kr. Horatius gjorde en kort och misslyckad karriär som militär och fick efter allmän amnesti återvända till Rom. Hans fädernegård vid Venusia var konfiskerad, men han hankade sig fram i Rom som sekreterare. Det dröjde inte länge innan han uppmärksammades av Vergilius och Varius som introducerade honom för Maecenas. Därmed var hans lycka som skald gjord, ty Maecenas var dåtidens främste beskyddare av litteratur och vetenskap. Horatius fick plats i den inre litterära cirkel som Maecenas samlade kring sig i sitt palats på Esquilinen. Horatius dog den 27 november år 8 f.Kr. strax efter det att Maecenas hade avlidit. Skalden hade då nått en position som gjort honom till en av de mest framstående personerna i Rom.
Om hans liv i övrigt vet vi ganska lite. Dock berättar han en del om sig själv i sin litterära produktion. Av Maecenas fick han en lantgård, en villa, i Sabinerbergen utanför Rom vid Tibur. Dit drog han sig tillbaka både då hettan i Rom blev för stark och då han ville koppla av från livet i etablissemanget. Horatius prisande av det enkla i kontrast mot den flärdfulla, komplicerade tillvaron i världens huvudstad gör att meningar som "carpe diem, nil admirari, beatus ille qui..." fortfarande appellerar till människors känsla för "livets" innersta väsen.
Det Horatius skrivit kan man dela in i två grupper:
- Hans lyriska produktion med Oden och Epoder samt Carmen Saeculare.
- Satirerna, Epistlarna och Ars Poetica.

Satirerna och Epoderna tillhör den tidigare delen av hans diktning.

## Utmärkelser
Nedslagskratern Horace på planeten Merkurius och asteroiden 4294 Horatius är uppkallade efter honom.

## Textexempel
Dessa förföriska rader skickar Horatius till en mycket ung flicka:
Ständigt flyr du för mig min Cloe, lik hindens kalv,
som bland ensliga berg söker sin skygga mor,
helt betagen av grundlös
skräck för träden och vindens sus.

Ty om endast en fläkt av ett törnesnårs
lätta blad, om en grön ödla blott genomfar
björnbärsbusken, så skälva
hennes hjärta och hennes knän.

Icke följer jag dig som ett Getuliens
lejon eller en grym tiger i mordbegär.
Lämna äntligt din moder;
du är mogen för mannen nu.

## Citat
"Græcia capta ferum victorem cepit et artes intulit agresti Latio" 
– det övervunna Grekland övervann den vilde segraren och införde kulturen i det obildade Latium. (Ur epistel till Augustus).
Detta ses som ett tydligt tecken på att romarna inte såg ner på grekerna efter att dessa år 146 hade erövrats av Rom.